# Luke Cutts
Luke Cutts (ur. 13 lutego 1988) – brytyjski lekkoatleta specjalizujący się w skoku o tyczce.
W 2006 zajął 9. miejsce na mistrzostwach świata juniorów w Pekinie. Trzy lata później sięgnął po srebrny medal młodzieżowych mistrzostw Europy w Kownie. W tym samym roku bez powodzenia startował na mistrzostwach świata. W 2012 odpadł w eliminacjach podczas europejskiego czempionatu w Helsinkach. Ósmy zawodnik halowych mistrzostw świata w Sopocie (2014). W tym samym roku sięgnął po srebro na igrzyskach Wspólnoty Narodów w Glasgow. W 2014 i 2016 na eliminacjach kończył występ na mistrzostwach Europy.
Wielokrotny medalista mistrzostw Wielkiej Brytanii.
Rekordy życiowe: stadion – 5,70 (27 lipca 2013, Londyn); hala – 5,83 (25 stycznia 2014, Rouen) rekord Wielkiej Brytanii.

## Osiągnięcia
| Rok  | Impreza                                 | Miejsce        | Pozycja           | Wynik | Reprezentacja |
| ---- | --------------------------------------- | -------------- | ----------------- | ----- | ------------- |
| 2006 | Mistrzostwa świata juniorów             | Pekin          | 9. miejsce        | 5,30  | GBR           |
| 2007 | Mistrzostwa Europy juniorów             | Hengelo        | –                 | NH    | GBR           |
| 2009 | Młodzieżowe mistrzostwa Europy          | Kowno          | 2. miejsce        | 5,60  | GBR           |
| 2009 | Mistrzostwa świata                      | Berlin         | el. – 23. miejsce | 5,40  | GBR           |
| 2010 | Igrzyska Wspólnoty Narodów              | Nowe Delhi     | –                 | NH    | ENG           |
| 2012 | Mistrzostwa Europy                      | Helsinki       | el. – 20. miejsce | 5,10  | GBR           |
| 2014 | Halowe mistrzostwa świata               | Sopot          | 8. miejsce        | 5,65  | GBR           |
| 2014 | Igrzyska Wspólnoty Narodów              | Glasgow        | 2. miejsce        | 5,55  | ENG           |
| 2014 | Mistrzostwa Europy                      | Zurych         | el. – 20. miejsce | 5,30  | GBR           |
| 2016 | Mistrzostwa Europy                      | Amsterdam      | el. – 17. miejsce | 5,35  | GBR           |
| 2016 | Igrzyska olimpijskie                    | Rio de Janeiro | el. – 22. miejsce | 5,45  | GBR           |
| 2017 | Superliga drużynowych mistrzostw Europy | Lille          | 8. miejsce        | 5,30  | GBR           |
| 2018 | Igrzyska Wspólnoty Narodów              | Gold Coast     | 3. miejsce        | 5,45  | ENG           |